# Herminia griseata
Herminia griseata är en fjärilsart som beskrevs av Rothschild 1916. Herminia griseata ingår i släktet Herminia och familjen nattflyn. Inga underarter finns listade i Catalogue of Life.